# Kike Salas
Enrique Jesús Salas Valiente, meglio noto come Kike Salas (Morón de la Frontera, 23 aprile 2002), è un calciatore spagnolo, difensore del Siviglia.

## Biografia
Da bambino è stato campione del mondo e spagnolo di padel.Nel 2025 è stato arrestato in Spagna per aver scommesso più volte sulla propria ammonizione .

## Carriera
Cresciuto nel settore giovanile del Siviglia, il 27 aprile 2021 firma il primo contratto professionistico con il club andaluso, di durata triennale. Il 10 settembre 2022 esordisce in prima squadra, nell'incontro di Primera División vinto per 2-3 contro l'Espanyol.

## Statistiche

### Presenze e reti nei club
Statistiche aggiornate al 21 maggio 2023.
| Stagione                 | Squadra                  | Campionato               | Campionato | Campionato | Coppe nazionali | Coppe nazionali | Coppe nazionali | Coppe continentali | Coppe continentali | Coppe continentali | Altre coppe | Altre coppe | Altre coppe | Totale | Totale |
| Stagione                 | Squadra                  | Comp                     | Pres       | Reti       | Comp            | Pres            | Reti            | Comp               | Pres               | Reti               | Comp        | Pres        | Reti        | Pres   | Reti   |
| ------------------------ | ------------------------ | ------------------------ | ---------- | ---------- | --------------- | --------------- | --------------- | ------------------ | ------------------ | ------------------ | ----------- | ----------- | ----------- | ------ | ------ |
| 2020-2021                | Siviglia Atlético        | SDB                      | 1          | 0          | -               | -               | -               | -                  | -                  | -                  | -           | -           | -           | 1      | 0      |
| 2021-2022                | Siviglia Atlético        | PR                       | 29         | 1          | -               | -               | -               | -                  | -                  | -                  | -           | -           | -           | 29     | 1      |
| 2022-2023                | Siviglia Atlético        | SF                       | 3          | 1          | -               | -               | -               | -                  | -                  | -                  | -           | -           | -           | 3      | 1      |
| Totale Siviglia Atlético | Totale Siviglia Atlético | Totale Siviglia Atlético | 33         | 2          |                 | -               | -               |                    | -                  | -                  |             | -           | -           | 33     | 2      |
| 2021-2022                | Siviglia                 | PD                       | 0          | 0          | CR              | 0               | 0               | UCL+UEL            | 0                  | 0                  | -           | -           | -           | 0      | 0      |
| 2022-gen. '23            | Siviglia                 | PD                       | 6          | 0          | CR              | 2               | 0               | UCL                | 2                  | 0                  | -           | -           | -           | 10     | 0      |
| Totale Siviglia          | Totale Siviglia          | Totale Siviglia          | 6          | 0          |                 | 2               | 0               |                    | 2                  | 0                  |             | -           | -           | 10     | 0      |
| gen. -giu. '23           | Tenerife                 | SD                       | 6          | 0          | CR              | 0               | 0               | -                  | -                  | -                  | -           | -           | -           | 6      | 0      |
| Totale carriera          | Totale carriera          | Totale carriera          | 45         | 2          |                 | 2               | 0               |                    | 2                  | 0                  |             | -           | -           | 49     | 2      |

## Palmàres

### Competizioni internazionali
- UEFA-CONMEBOL Club Challenge: 1

Siviglia: 2023